# ITAcademy
IT академија (ITAcademy) у Београду је међународна образовна институција која се бави школовањем IT стручњака и налази се у улици Цара Душана 34 у Земуну. Ради по званичном овлашћењу Кембриџ одељења за међународне испите и три водеће IT компаније: Мајкрософт, Адоби и Епл.
IT академија је организациони део компаније ЛИНК групе (LINKgroup) која се на интернационалном нивоу бави професионалном едукацијом и сертификацијом у различитим областима кроз велику мрежу образовних институција, од средњошколских до високошколских.
Ова школа је у досадашњем постојању остварила велики број сарадња са релевантним установама и личностима у циљу унапређења предавања, размене информација и нових сазнања. Такође су учествовали у великом броју IT догађаја у циљу ширења свести о информационим технологијама.
IT Академија је од 2017. године, у сарадњи са Фондацијом Њ.К.В. престолонаследника Александра Карађорђевића, започела редовну акцију поклањања бесплатних једногодишњих школовања ђацима генерације из Србије и Републике Српске. Захваљујући овој сарадњи сваке године ће 25 матураната, по избору стручне комисије, имати прилику да бесплатно похађа неки од смерова на IT Академији.

## О школи
Већина програма на ITAcademy траје 12 месеци током којих се полазници едукују у изабраној IT области по интензивном систему са акцентом на практичну примену наученог у што ранијој фази школовања. Примењује се метода наставе под називом Архитектура сазнања која се заснива на примени свих расположивих савремених медија у преносу знања. У том циљу полазницима су на располагању најсавременија Distance Learning платформа, online сервис, ITAcademy Андроид апликација, EduWall, доступност професора на online консултацијама 24 часа дневно и други сервиси.
Централни простор ITAcademy налази се у Земуну, док се остала седишта налазе у Новом Саду, Бања Луци, Сарајеву, Темишвару, Букурешту, Кијеву, Лавову и Кишињеву.
Све сале у којима се одржавају предавања имају пројекторе и комплетну мултимедијалну опрему. Поред тога, одређене сале опремљене су и интерактивним таблама које омогућавају да полазници активно учествују у предавањима.
Стицање праксе и интерперсоналних вештина олакшано је захваљујући Personal Development програму који омогућава усвајање трансверзалних вештина, вештина комуникације, тимског рада, аналитичности и самопоуздања. Сервиси као што су DesignStudio и ProgrammingFactory намењени су полазницима који већ током школовања преузимају конкретне пројекте за реалне клијенте. Са академијом је повезан и Центар за развој каријере који за полазнике организује семинаре на којима гостују стручњаци из релевантних области, обезбеђује праксе и прослеђује огласе за посао у партнерским компанијама.
У организацији процеса предавања учествује више десетина наставника и сарадника.

## Програми на ITAcademy
Школовање на ITAcademy изводи се на 30 смерова, који су подељени у 6 одсека: Programming, Administration, Design & Multimedia, IT Business, 3D Design & CAD и Mobile Development.
У зависности од изабраног смера, стиче се могућност полагања за дипломе и сертификате одговарајућих светских компанија, а сваки полазник стиче и сертификат ITAcademy.
- На одсеку Programming могуће је изабрати један од следећих смерова:Python Development,PHP Web Development, Java Development, Software Development, Microsoft Web Development, Microsoft Windows Development, Microsoft Development и Software Engineering.
- Одсек Design & Multimedia пружа могућност избора једног од смерова: Print & Graphic Design Program, Web Design Program, Video & Sound Production Program и New Media Design Program.
- Полазници заинтересовани за одсек Administration бирају између смерова: Microsoft Administration, Network Administration и Linux Administration.
- Одсек IT Business подељен је у 9 смерова и то: IT Management Program, Е-Business & Internet Marketing Program, Е-commerce & Entrepreneurship, Online Sales & Е-business Development, Content & SEO, Online PR & Community Manager, Digital Media Manager, Digital Marketing Planner и Web Project Manager & Data Analyst.
- На одсеку 3D design & CAD полазници бирају један од четири смера: Computer Aided Design Program, Architectural Design Program, Interior Design Program и Product Design Program.
- Школовање на одсеку Mobile Development Department се изводи на три програма: Windows Phone Application Development, Android Development Program и iOS Development Program.

## Начини школовања
ITAcademy обезбеђује похађање наставе на два начина – традиционално, учењем у учионици или преко интернета, учењем на даљину. Online преноси предавања омогућени су и за традиционалне полазнике, што додатно омогућује да похађање наставе на Академији буде усклађено са другим приватним и пословним обавезама.
За учење преко интернета развијена је посебна е-learning технологија. Полазници који се школују online у могућности су да слушају сва предавања као и традиционални полазници, да читају све материјале, решавају тестове и задатке, раде са професорима и заказују консултације.
Са друге стране, полазници који наставу похађају традиционално, имају на располагању технички врло добро опремљене учионице и приступ лиценцним софтверима.
Свако место у учионицама има резервисан лаптоп. На предавањима се користе пројектори, интерактивне табле и модерни алати за вођење наставе.

## Полазници
По завршетку школовања, полазници академије поред знања из главних IT области стичу и престижне међународне сертификате које додељују Cambridge University, Microsoft, Google, Zend Technologies, Adobe, CompTIA, Oracle, Cisco, Autodesk, MikroTik, Linux Professional Institute и др.
Полазници се активно укључују у рад IT Академије и добијају неопходну праксу кроз сервис школе LINK Apprentice Program. Неки од радова полазника, као што је на пример интерактивни сајт "Путевима Тесле кроз Србију", су били запажени и на националном нивоу.

## Партнерства и сертификати
Полазници ITAcademy добијају званичну и признату диплому о одслушаном и завршеном програму, као и могућност да полажу за најпрестижније сертификате у изабраним областима.
У зависности од смера, по полагању полазници добијају и индустријска стручна звања од светски познатих компанија и специјализованих IT асоцијација:
- Cambridge International sertifikate[19]
- Adobe Certified Associate/Expert[20]
- Oracle Certified Associate/Professional/Master/Expert
- Zend[21]
- Autodesk/AutoCAD Certified User/Professional[22]
- IQN[23]
- ECDL[24]
- Cisco CCNA
- Google AdWords/Analytics Certified Professional
- Linux Professional Certified